# Śmierć (tarot)
Śmierć – karta tarota należąca do Arkanów Wielkich, oznaczana numerem 13 (XIII).
Inne nazwy: Szkielet, Mór, Wielka Przemiana, Strażnik Bramy Śmierci.

## Wygląd
Najbardziej znanym wizerunkiem arkanu Śmierć jest postać ludzkiego szkieletu wędrującego z kosą. Często ziemia, po której kroczy Śmierć, jest pokryta ludzkimi kośćmi. Bywa, że zamiast kościotrupa na karcie występuje konny jeździec trzymający kosę, łuk albo miecz.

## Znaczenie
Mimo stereotypu, że karta Śmierci oznacza śmierć w dosłownym znaczeniu (utrwalonego m.in. przez charakterystyczne sceny filmowe, w których wróżbita pokazuje tę właśnie kartę), znaczenie karty dotyczy przejścia - z jednego etapu życia w drugi. Może ona stanowić symbol duchowego odrodzenia - jak i znalezienia się w trudnej sytuacji.

## Galeria

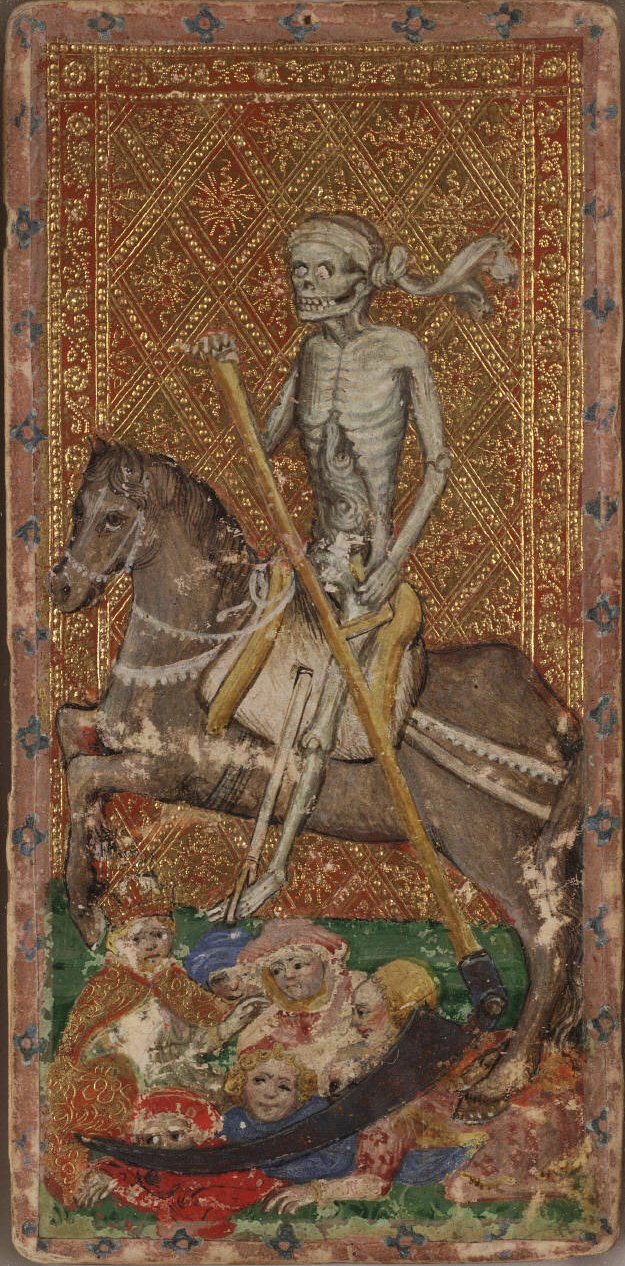
Śmierć z talii tarota Viscontich Cary-Yale zwanej też Visconti di Modrone (XV wiek).
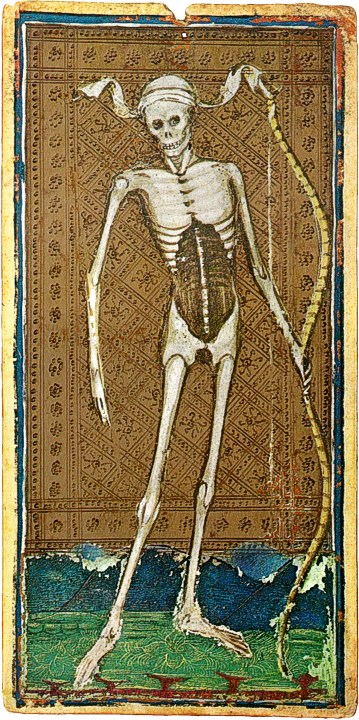
Śmierć z talii tarota Viscontich-Sforzów ze zbiorów Pierpont Morgan-Bergamo (XV wiek) – reprodukcja.
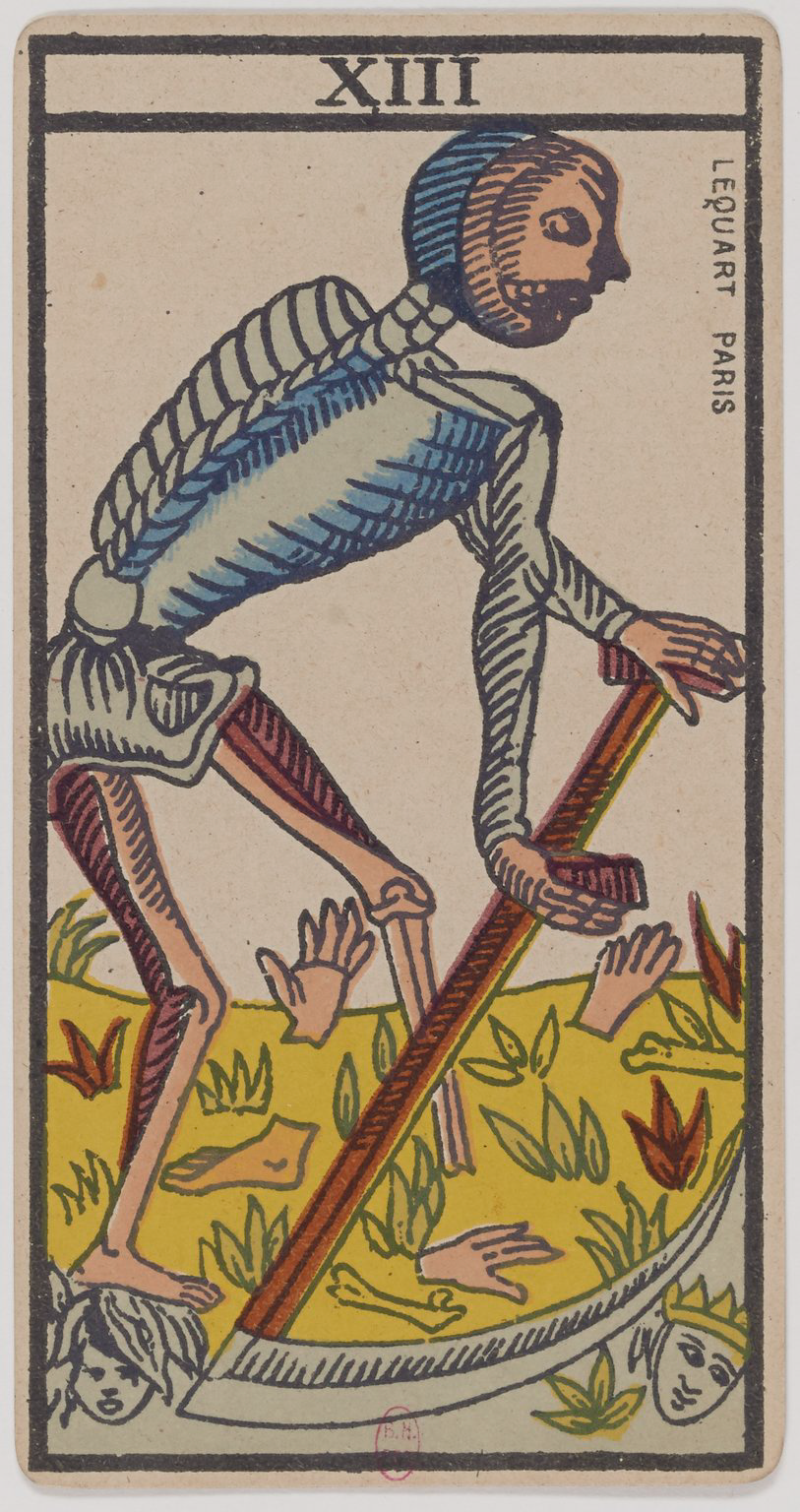
Śmierć z talii tarota marsylskiego.
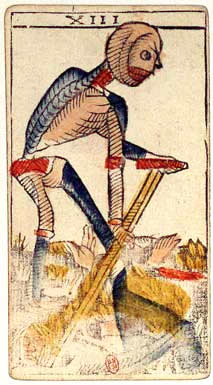
Śmierć z talii tarota marsylskiego Jeana Dodala (XVIII wiek).
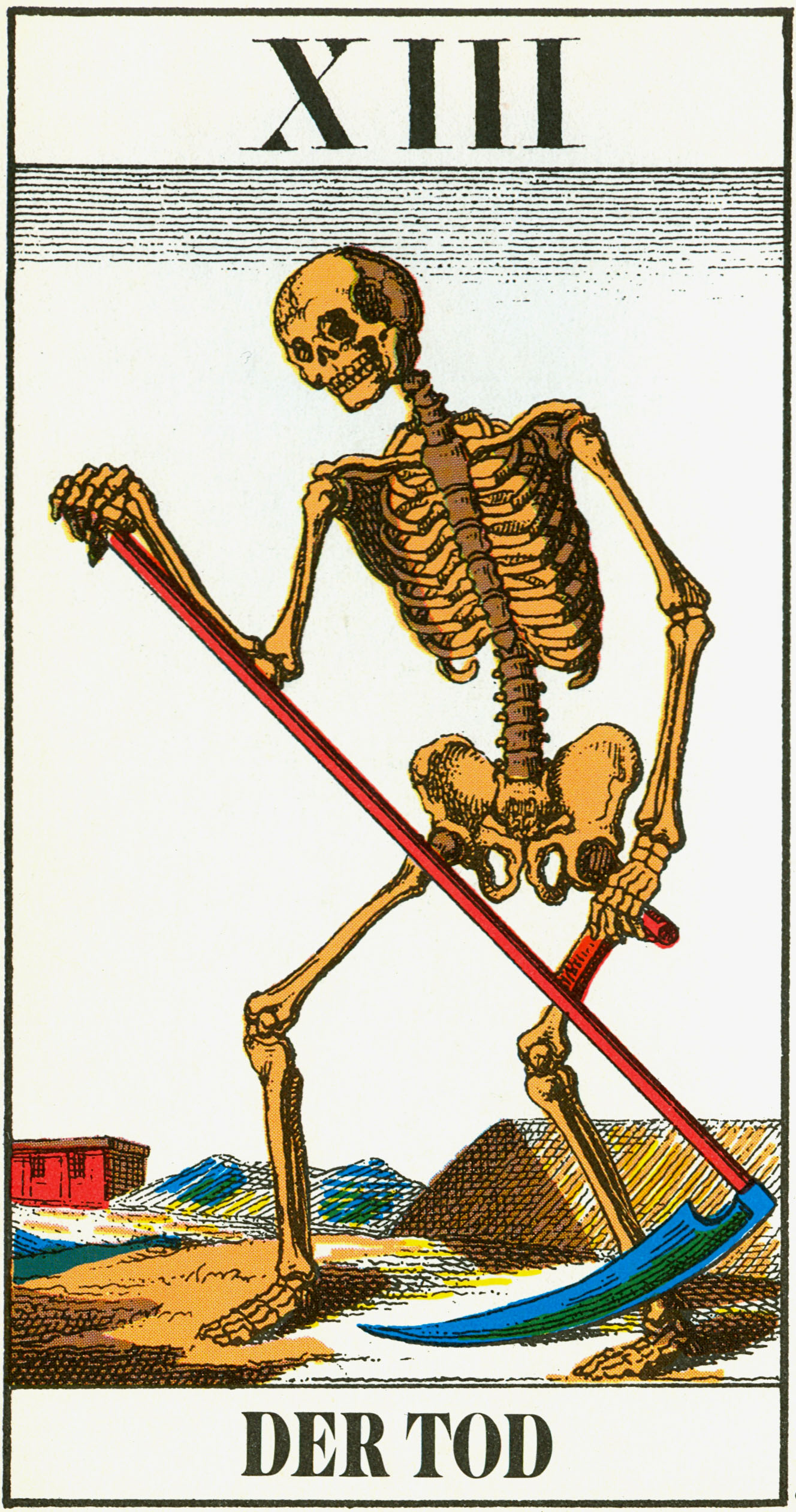
Śmierć z talii tarota 1JJ (tarot szwajcarski)
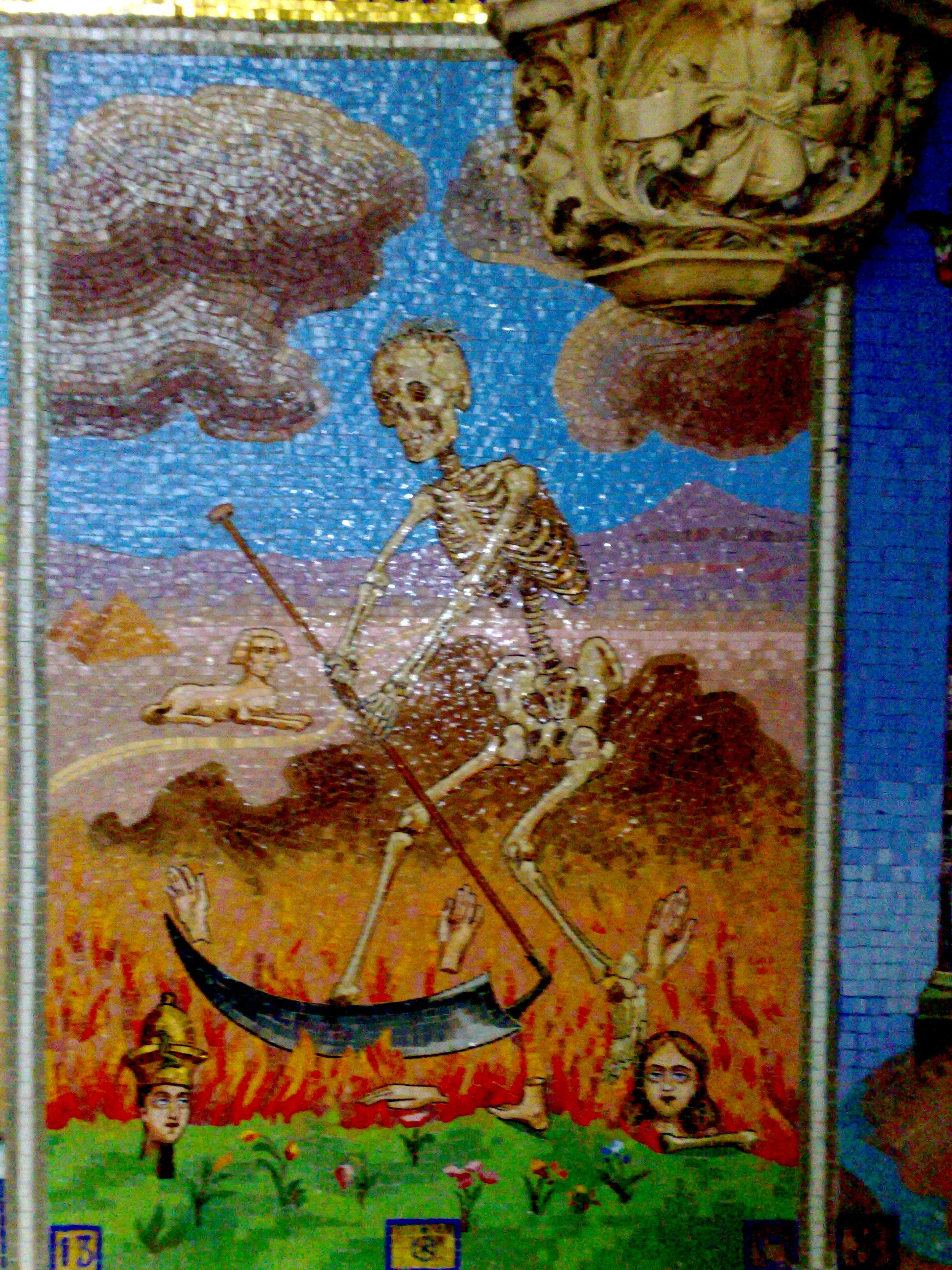
Śmierć (mozaika)